# Wapen van Lennik

Het wapen van Lennik (sinds 1989).

Het Wapen van Lennik is het heraldisch wapen van de Belgische gemeente Lennik. Het wapen werd op 8 november 1989 toegekend.

## Geschiedenis
Het wapen werd toegekend na de fusie van Gaasbeek, Sint-Kwintens-Lennik en Sint-Martens-Lennik tot de nieuwe fusiegemeente Lennik en men nam hierbij het oude wapen van Sint-Kwintens-Lennik in licht gewijzigde vorm over. Dit wapen was gebaseerd op dat van Corneille de Man, heer van Sint-Kwintens-Lennik en Sint-Martens-Lennik in de late 17e eeuw, wiens familie dit wapen tot het einde van de 18e eeuw zou blijven voeren. Het wapen dook ook op op het zegel van de lokale raad uit 1755.

## Blazoen
Het wapen heeft de volgende blazoenering:
In zilver een keper van keel, vergezeld van drie morenkoppen omwonden van het tweede. Het schild getopt met een aanziende helm van zilver, gekroond, getralied, gehalsband en omboord van goud, gevoerd en gehecht van keel, met dekkleden van zilver en van sabel; helmteken: een uitkomende leeuw van sabel, geklauwd en getongd van keel; schildhouders: twee aanziende leeuwen van goud, geklauwd en getongd van keel, houdend elk een banier, die van rechts in zilver een keper van keel, vergezeld van drie omgewende morenkoppen omwonden van het tweede, die van links gevierendeeld 1. en 4. in zilver drie maliën van sabel en een schildhoofd van keel 2. en 3. in zilver een leeuw van sabel, geklauwd en getongd van keel.

## Verwante wapens

Wapen van Linkebeek.